# Sistema de pasaportes de la Unión Soviética

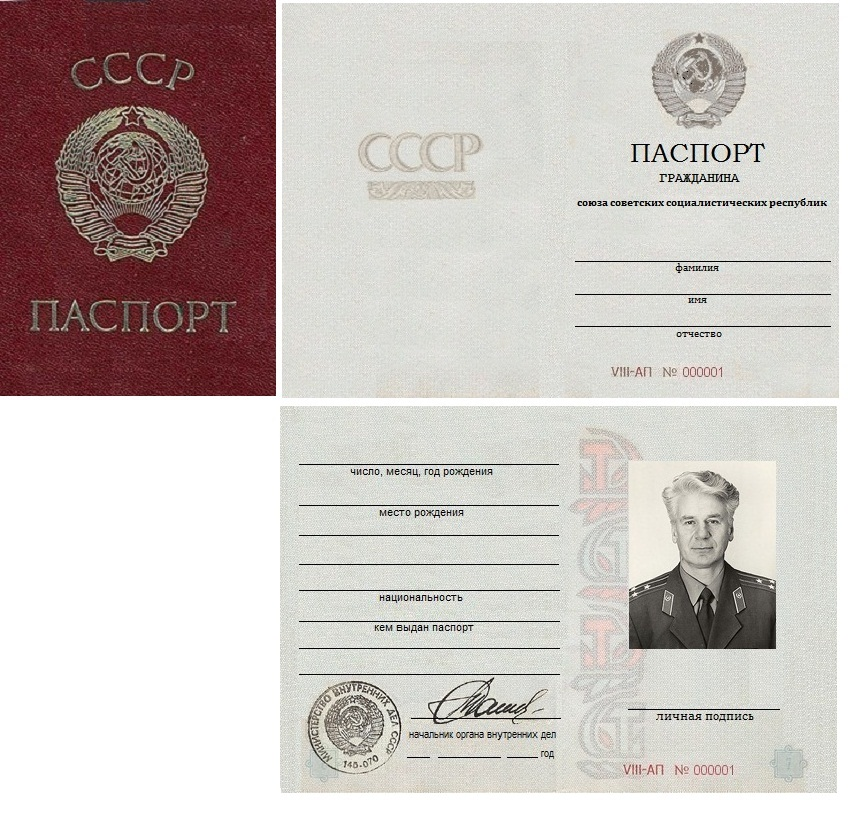
Pasaporte soviético del año 1974-1991

El sistema de pasaportes de la Unión Soviética sufrió varias transformaciones a lo largo de la historia. En la Unión Soviética los ciudadanos de 16 años o más tenían la obligación de poseer el “Pasaporte Interno”. Es distinto al “pasaporte para viajar al extranjero”, (en ruso: заграничный паспорт, zagranichny pásport, y en su forma abreviada загранпаспорт, zagranpásport ). El pasaporte interno cumplía la función de documento identificativo de una persona, aunque tuviese otras connotaciones muy distintas en otros países aparte de la identificativa.
Los pasaportes internos eran emitidos por las “mesas de pasaportes” (паспортный стол) de las oficinas locales del MVD de las repúblicas soviéticas.
Los pasaportes internos fueron usados en la URSS para la identificación de personas con varios propósitos. En especial, los pasaportes fueron usados para controlar el lugar de residencia mediante la Propiska. Oficialmente, la propiska (empadronamiento) fue introducida por razones estadísticas: desde la instauración de la economía planificada en la Unión Soviética, ya que la distribución de bienes y servicios estaba centralizado, y sobre todo, para controlar la distribución de la población. La posesión de la propiska permitía, entre otras cosas, el acceso al trabajo, a la educación superior o a la atención sanitaria.
Los pasaportes internos recogían la siguiente información:
- Apellido
- Nombre
- Patrónimo
- Fecha y lugar de nacimiento
- Nacionalidad (en realidad, etnia)[1]
- Estado civil
- Registro del lugar de residencia
- Datos del Servicio Militar

En algunos casos, había anotaciones especiales, como puede ser el tipo de sangre.
El pasaporte interno identifica a su titular por nacionalidad (национальность) en el “quinto dato” (пятая графа, piátaya grafá) del pasaporte. Se sigue el tradicional concepto ruso de nacionalidad, que significa etnia, no coincidente con el internacionalmente reconocido.

## Concepto de Nacionalidad
Cuando una persona solicitaba el pasaporte interno a los 16 años, la nacionalidad que se le asignaba era automáticamente la de los padres, si es que estos tenían la misma nacionalidad, basándose en el certificado de nacimiento presentado. 
En el caso de ser los padres de diferente “nacionalidad”, el solicitante podía escoger entre cualquiera de las dos. De esta forma, la “nacionalidad” quedaba fijada a los 16 años.
Todos los residentes tenían la obligación legal de registrar su dirección en este documento, y de informar de cualquier cambio en la oficina local del Ministerio de Asuntos Internos. Los ciudadanos tenían la obligación de aportar una fotografía a los 16 años, otra a los 25 y otra a los 45, para reflejar los cambios con la edad. 
En Ucrania, estas leyes fueron derogadas por la Corte Constitucional Ucraniana en el año 2001 por inconstitucional.
En Rusia permanece el sistema, aunque reducido en sus implicaciones. El sistema se aplica rigurosamente en Moscú con diferentes justificaciones.

## Historia

### Sistema de pasaportes zarista

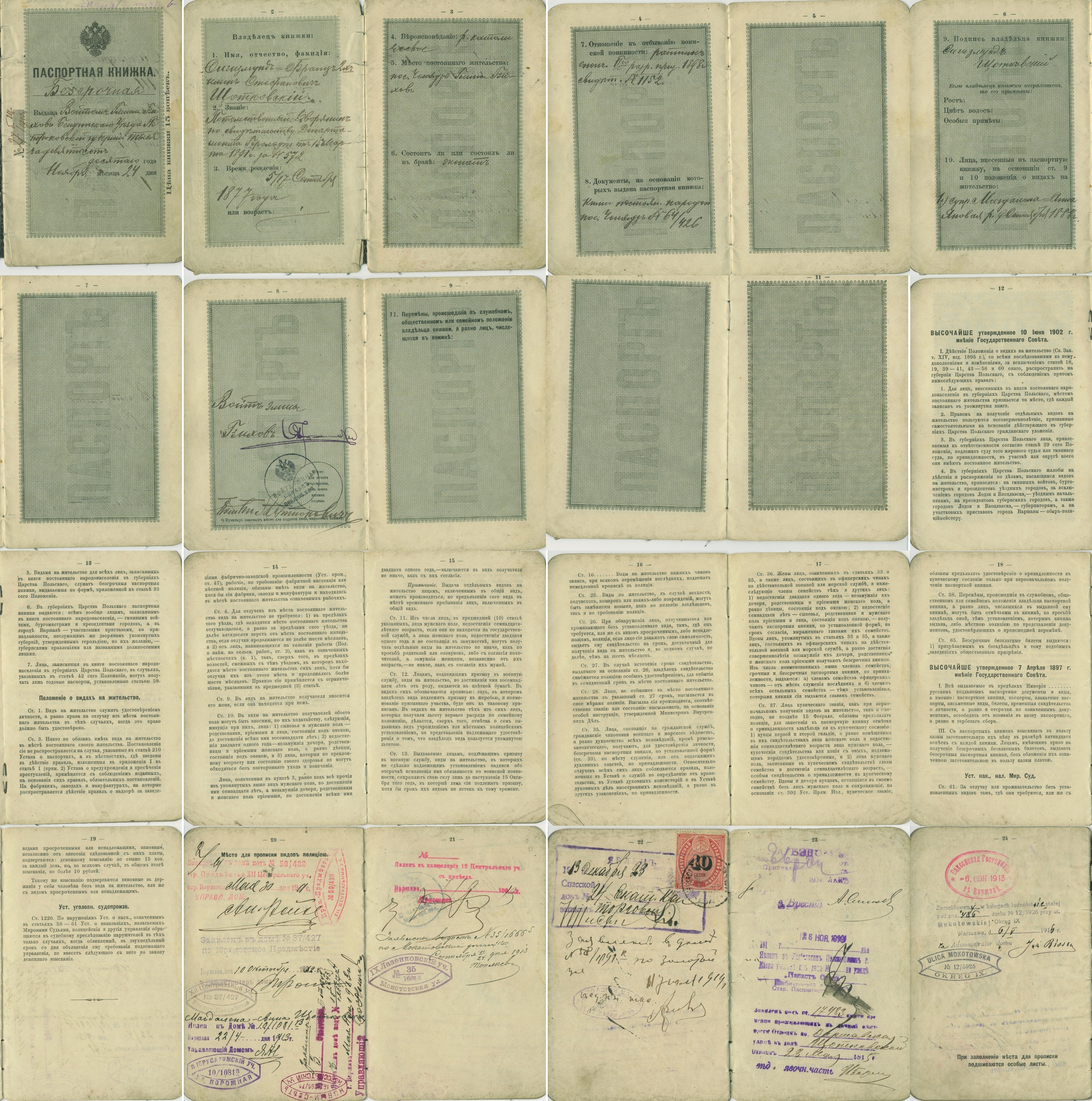
Pasaporte interno de los tiempos zaristas.

El sistema de pasaportes tenía vigencia en la zarista Rusia prerrevolucionaria, con objeto de solo permitir el traslado de personas autorizadas fuera de una zona determinada. De esa forma, la libre circulación no estaba permitida, se circunscribía una población a una zona determinada.

### Tarjetas de identidad
El sistema se origina en un Decreto del VTsIK y del Sovnarkom de la RSFS de Rusia Sobre las Cartas de Identidad Personal del 20 de junio de 1923, por el que se abole el sistema anterior de permisos de viaje y residencia, pero contempla diferentes documentos de identidad personal. En las poblaciones urbanas se obtenían las tarjetas de identificación en las comisarías de policía (militsia), y los residentes rurales la obtienen el “volost ispolkom” (comité ejecutivo regional). La tarjeta de identidad tenía una validez de tres años, pero no había obligación de poseerlo, así como tampoco había obligación de incluir la fotografía. Existía un sistema de empadronamiento, pero cualquier documento era válido para ello. Este empadronamiento era conocido como propiska, pero no tenía el mismo significado de permiso de residencia como el posterior sistema de propiska.
La Enciclopedia Soviética de 1930 afirma que el sistema de pasaportes era “una invención represiva del estado policial, ausente en las leyes soviéticas".[cita requerida]

### Reinstauración del sistema de pasaportes
El 27 de diciembre de 1932, el Comité Ejecutivo Central de la URSS y el Sovnarkom emiten un Decreto Sobre el establecimiento de un Sistema Unificado de Pasaportes dentro de la URSS y la Obligatoria Propiska de los Pasaportes. El propósito declarado fue llevar a cabo un registro de la población de diversos asentamientos urbanos, para "expulsar de los pueblos a aquellas personas no implicadas en trabajos industriales o de utilidad social, y limpiar los pueblos de kuláks ocultos, criminales, y otros elementos antisociales". Con los kuláks ocultos se refería a campesinos fugitivos que trabaron de huir de la colectivización en la Unión Soviética. “Expulsar” normalmente implicaba cierta forma de trabajos forzados. Los pasaportes fueron introducidos para los residentes urbanos, los campesinos (pertenecientes a las granjas estatales, sovjozniks) y los trabajadores de las novostroykas (новостройка: gran obra pública). Los campesinos de las granjas colectivas (koljoz) y los granjeros individuales no tenían derecho al pasaporte, y por lo tanto, no podían moverse de sus pueblos sin un permiso específico. La reiteración de faltas a este sistema, se consideraba un delito criminal.
Se desarrolla el sistema con el decreto del Sovnarkom de la URSS de 28 de abril de 1933 Sobre la emisión de pasaportes a los ciudadanos de la URSS en territorio de la URSS. La tenencia del pasaporte, con la obligación de tener la propiska, se establece como obligatoria para los ciudadanos desde los 16 años y residentes en:
- Ciudades, pueblos y asentamientos urbanos de trabajadores
- Dentro del radio de 100 kilómetros de Moscú y Leningrado
- Dentro del radio de 50 kilómetros de Járkov, Kiev, Minsk, Rostov del Don y Vladivostok
- Dentro de los 100 kilómetros a lo largo de la frontera occidental de la URSS

Dentro de estos territorios, era el único documento personal válido. De acuerdo con el punto 2 de dicho decreto, a los residentes en localidades rurales se les prohibía taxativamente la concesión del pasaporte.
El 10 de septiembre de 1940, el Sovnarkom de la URSS emite el decreto del Estatuto del Pasaporte (Положение о паспортах, Polozhénye o pasportaj). Recoge un tratamiento especial para la propiska en capitales de las repúblicas, de los krais y óblast, así como en áreas fronterizas e importantes nudos ferroviarios.
El 21 de octubre de 1953, el Consejo de Ministros de la URSS emite el decreto del nuevo Estatuto del Pasaporte. Lo hace obligatorio para todos los ciudadanos mayores de 16 años en todas las poblaciones no-rurales. Los residentes rurales no podían abandonar su lugar de residencia por más de 30 días, e incluso para esto necesitaban un permiso del Selsoviet (Sóviet rural). Se introduce el concepto de propiska temporal distinto a la regular o permanente. La propiska temporal se emitía por razones relativas al trabajo o estudios lejos de la residencia.
El 28 de agosto de 1974, el Consejo de Ministros de la URSS emite un nuevo Estatuto del Sistema de Pasaportes de la URSS y las normas para la propiska. Las últimas normas estuvieron en vigor hasta el 23 de octubre de 1995.